# Vakcína proti chřipce
Vakcíny proti chřipce, také známé jako chřipkové injekce, jsou vakcíny chránící před infekcí chřipkovými viry. Nové verze vakcín se vyvíjejí dvakrát ročně, protože virus chřipky se rychle mění. Protože je účinnost vakcín každý rok jiná, liší se také to, jakou poskytují úroveň ochrany proti chřipce. Americká Centra pro kontrolu a prevenci nemocí odhadují, že očkování proti chřipce snižuje nemocnost, častost návštěv lékaře a počet hospitalizací a úmrtí. Očkovaní pracovníci, kteří onemocní chřipkou, se v průměru vrátí do práce o půl dne dříve. Účinnost vakcíny u osob starších 65 let zůstává nejistá kvůli nedostatku kvalitních dat. Očkování dětí může chránit jejich okolí a jejich opakované sezónní očkování je lépe chrání i do budoucna.
Očkování proti chřipce začalo ve 30. letech 20. století; ve Spojených státech bylo velkoplošně dostupné od roku 1945. Je na seznamu základních léků Světové zdravotnické organizace.
Světová zdravotnická organizace a americká Centra pro kontrolu a prevenci nemocí doporučují každoroční očkování téměř všem osobám starším šesti měsíců, zejména vysoce rizikovým skupinám. Evropské středisko pro prevenci a kontrolu nemocí rovněž doporučuje každoroční očkování vysoce ohrožených skupin, jimiž jsou myšleny zejména těhotné ženy, senioři, děti od šesti měsíců do pěti let a osoby s některými konkrétními zdravotními problémy.
Vakcíny se obecně považují za bezpečné; mezi nežádoucí účinky patří horečka (pět až deset procent očkovaných dětí), mohou se objevit dočasné bolesti svalů nebo pocit únavy. V některých letech byl vakcíně přičítán zvýšený výskyt Guillain-Barrého syndromu u starších lidí (přibližně jeden případ na milion dávek). Ačkoli se většina chřipkových vakcín vyrábí za pomoci vaječných bílkovin, stále se považují za bezpečné pro osoby trpící těžkou alergií na vejce; u takto postižených jedinců nebylo prokázáno žádné zvýšené riziko alergické reakce na vakcíny na bázi vajec. V USA začaly být vakcíny vyráběné jinými technologiemi, zejména rekombinantní vakcíny a vakcíny založené na buněčné kultuře, dostupné od roku 2012, v Evropě a Austrálii o něco později. Vakcíny se nedoporučují lidem, u nichž předchozí očkování proti chřipce vyvolalo těžkou alergii. Vakcína je k dostání v neaktivní a oslabené virové formě. Živá oslabená vakcína se obecně nedoporučuje těhotným ženám, dětem mladším dvou let, dospělým starším 50 let nebo lidem s oslabeným imunitním systémem. V závislosti na typu mohou být vpraveny do svalu nebo do střední vrstvy kůže (intradermální) nebo nastříkány do nosu. Intradermální vakcína nebyla dostupná během chřipkové sezóny 2018–2019 a 2019–2020.

## Dějiny
Vakcíny jsou určeny jak lidem, tak zvířatům. Lidská vakcína je ta vakcína, která není stanovena jako veterinární, drůbeží nebo hospodářská.

### Vznik a vývoj
Při celosvětové pandemii španělské chřipky v roce 1918 „lékárníci vyzkoušeli všechno, co znali, všechno, o čem kdy slyšeli, od starověkého umění pouštění žilou přes podávání kyslíku až po vývoj nových vakcín a krevních sér (především proti tomu, co dnes nazýváme Haemophilus influenzae – bakterie původně považovaná za příčinu nemoci – a proti několika typům pneumokoků). Pouze jedno terapeutické opatření, transfuze krve od uzdravených pacientů podaná nově nakaženým, vykázalo jakýsi náznak úspěchu.“
V roce 1931 Ernest William Goodpasture a jeho kolegové z Vanderbilt University zaznamenali růst virů v embryonovaných slepičích vejcích. Svou práci rozšířili vědci Thomas Francis, Jonas Salk, Wilson Smith a Macfarlane Burnet na růst viru chřipky; to vedlo ke vzniku prvních experimentálních vakcín. Ve 40. letech 20. století vyvinula americká armáda první schválené neaktivní vakcíny, které se používaly ve druhé světové válce. Slepičí vejce i nadále sloužila k výrobě viru pro chřipkové vakcíny, ale výrobcům se podařilo zdokonalit výrobní procesy, dosáhnout tak větší čistoty viru díky odstranění vaječných proteinů a snížit systémovou reaktivitu vakcíny. V roce 2012 americký Úřad pro kontrolu potravin a léčiv schválil vakcíny proti chřipce vyrobené pěstováním viru v buněčných kulturách a dále vakcíny vyrobené z rekombinantních proteinů. Chřipkové vakcíny založené na rostlinné bázi jsou předmětem klinických studií.

### Ohlas

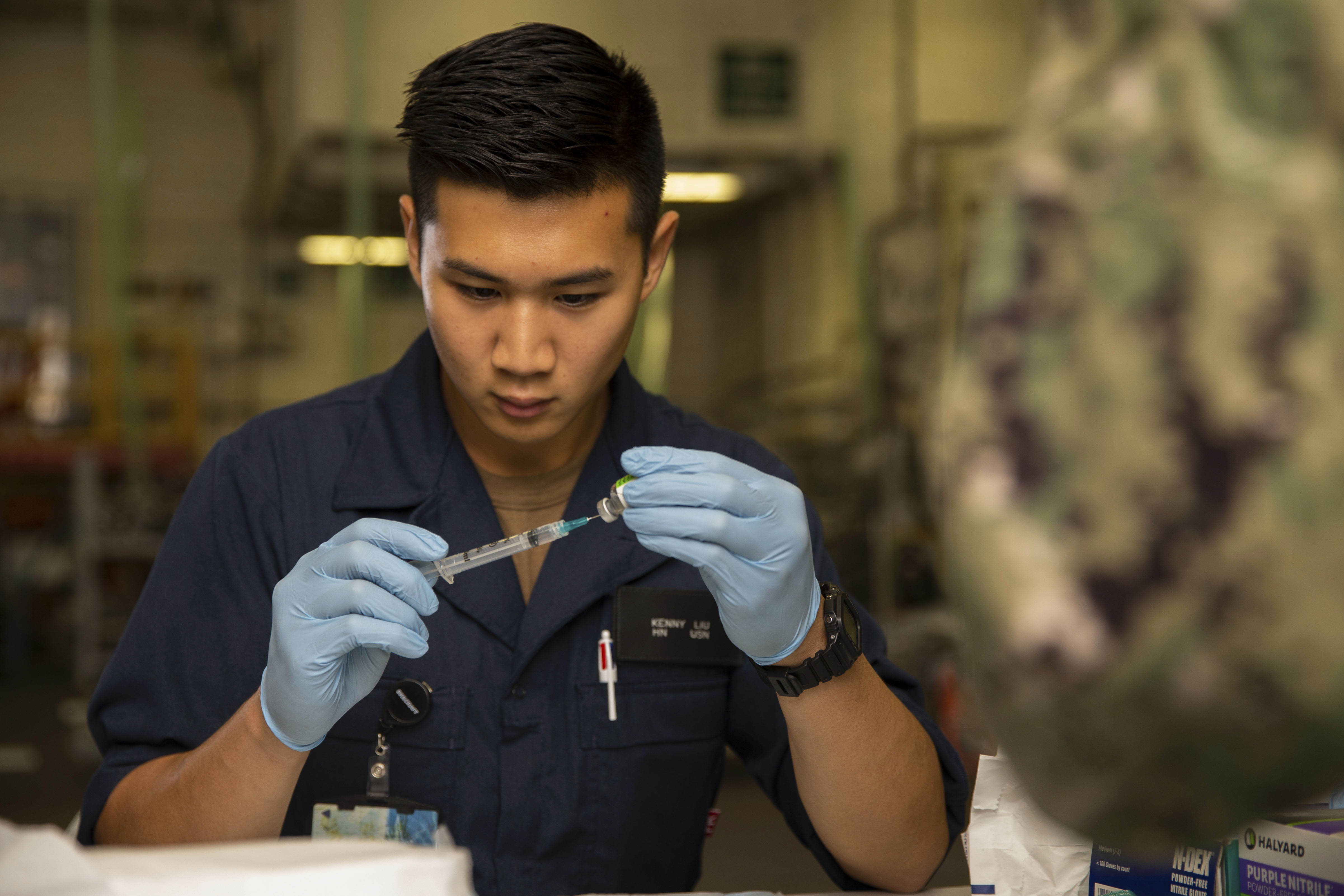
Příprava vakcíny proti chřipce pro námořníky sloužící na palubě USS Gerald R. Ford

Technologie výroby vakcíny proti chřipce pomocí vajec vznikla v 50. letech minulého století. V roce 1976 byl prezident Gerald Ford nucen čelit hrozící pandemii prasečí chřipky v USA. Očkovací program byl překotný, přesto ho provázela zpoždění a problémy s veřejností. Za velkého nasazení se ozbrojeným silám podařilo nečekaně zajistit, aby se nový kmen nešířil mimo armádní základnu, kde vznikl. Na této základně několik vojáků těžce onemocnělo, ale pouze jeden zemřel. Program byl zrušen po naočkování asi 24 % populace. Odhaduje se, že v důsledku samotného očkovacího programu došlo k překročení počtu 25 úmrtí oproti normálním ročním úrovním, jakož i ke čtyřem stovkám nadměrných hospitalizací v důsledku Guillain-Barrého syndromu. To dokazuje, že samotná vakcína není bez rizik. Výsledek je argumentem pro přetrvávající pochybnosti o očkování a vyvrací nepodložená tvrzení o bezpečnosti očkování. Nakonec však i tato škodlivá vakcína z roku 1976 možná zachránila některé životy. Výsledky studie z roku 2010 zjistily zvýšenou imunitní odpověď při pandemii H1N1 z roku 2009 u těch účastníků studie, kteří byli očkováni proti prasečí chřipce v roce 1976.

### Quadrivalentní vakcíny proti sezónní chřipce
Quadrivalentní vakcína proti chřipce podávaná nosním sprejem byla schválena Úřadem pro kontrolu potravin a léčiv v březnu 2012; Fluarix Quadrivalent v prosinci 2012.
V roce 2014 zveřejnil Kanadský národní poradní výbor pro imunizaci přehled čtyřvalentních vakcín proti chřipce.
Počínaje chřipkovou sezónou 2018–2019 je většina očkování proti chřipce na bázi vajec a všechny rekombinantní a buněčné vakcíny ve Spojených státech čtyřvalentní. V chřipkové sezóně 2019–2020 byly všechny běžné dávky chřipkových injekcí a všechny rekombinantní chřipkové vakcíny ve Spojených státech čtyřvalentní.
V listopadu 2019 FDA schválila Fluzone High-Dose Quadrivalent pro použití ve Spojených státech počínaje chřipkovou sezónou 2020–2021.
V únoru 2020 FDA schválila Fluad Quadrivalent pro použití ve Spojených státech. V červenci 2020 schválila FDA jak Fluad, tak Fluad Quadrivalent pro použití ve Spojených státech pro chřipkovou sezónu 2020–2021.

## Lékařské použití
Americká Centra pro kontrolu a prevenci nemocí (CKPN) doporučují vakcínu jako nejlepší způsob, jak lidi chránit před chřipkou a bránit jejímu šíření. Vakcína může snížit závažnost chřipky i v případě nákazy kmenem, který neobsahovala. Po očkování trvá přibližně dva týdny, než se vytvoří ochranné protilátky.
Podle metaanalýzy z roku 2012 bylo očkování proti chřipce účinné 67 procent sledovaného času; populace, která z toho měla největší prospěch, byli HIV pozitivní dospělí ve věku 18 až 55 let (76 procent), zdraví dospělí ve věku 18 až 46 let (přibližně 70 procent) a zdravé děti ve věku od 6 měsíců do 24 měsíců (66 procent). Vakcína zřejmě rovněž chrání před infarktem myokardu s přínosem 15 až 45 %.

### Účinnost
| 2004 | 10 % |
| 2005 | 21 % |
| 2006 | 52 % |
| 2007 | 37 % |
| 2008 | 41 % |
| 2009 | 56 % |
| 2010 | 60 % |
| 2011 | 47 % |
| 2012 | 49 % |
| 2013 | 52 % |
| 2014 | 19 % |
| 2015 | 48 % |
| 2016 | 40 % |
| 2017 | 38 % |
| 2018 | 29 % |
| 2019 | 39 % |

Vakcína se posuzuje podle své účinnosti – podle toho, do jaké míry snižuje riziko onemocnění za kontrolovaných podmínek – a podle efektivnosti – nakolik snižuje riziko chřipky v běžném provozu. V případě chřipky se očekává, že efektivnost bude nižší než účinnost, protože se do jejího měření započítávají i onemocnění podobná chřipce, ta však nemusejí být vždy způsobena virem chřipky. Vakcíny obecně vykazují vysokou účinnost, měřenou produkcí protilátek na zvířecích modelech nebo očkovaných lidech. V reálném světě je však obtížné provádět studie o účinnosti vakcín; vakcíny mohou být nedokonale spárované, prevalence viru se v jednotlivých letech značně liší a chřipka je často zaměňována s jinými onemocněními jí podobnými. Většinu let (16 z 19 let před rokem 2007) však kmeny vakcíny proti chřipce dobře odpovídaly cirkulujícím kmenům, a dokonce i nevhodná vakcína často poskytne zkříženou ochranu. Virus se rychle mění v důsledku antigenního driftu, lehké mutace ve viru, která způsobí vznik nového kmene.
Opakované každoroční očkování obecně nabízí stálou meziroční ochranu proti chřipce. Existující důkazy však nasvědčují tomu, že opakované očkování může způsobit snížení účinnosti vakcíny u určitých podtypů chřipky; to nemá žádný význam pro současná doporučení každoročního očkování, ale může to ovlivnit budoucí očkovací politiku. Od roku 2019 CKPN doporučují každoroční očkování, protože většina studií prokazuje celkovou účinnost každoročního očkování proti chřipce.

#### Covid-19
Očkování proti chřipce nezabrání onemocnění covid-19, ale ochrání před nákazou chřipkou ve stejnou dobu s covidem-19; taková kombinace výrazně zvyšuje riziko závažnosti onemocnění. Podle dosavadních dat je u pacientů napadených těmito dvěma viry více než dvakrát vyšší pravděpodobnost úmrtí než u pacientů pouze s covidem-19. Pacienti, kteří se uzdravili z covidu-19, se mohou bez obav nechat očkovat proti chřipce. Vakcína proti chřipce a vakcína proti covidu-19 mohou být podány současně.

#### Kritika
Tom Jefferson, který vedl hodnocení vakcín proti chřipce Cochrane Collaboration, nazval klinické důkazy týkající se vakcín proti chřipce „zbytečnostmi“, a proto je prohlásil za neprůkazné; vyzval k placebem kontrolovaným randomizovaným klinickým studiím, které většina v oboru považuje za neetické. Jeho názory na účinnost vakcín proti chřipce odmítají lékařské instituce včetně CKPN a National Institutes of Health a klíčové osobnosti v oboru jako Anthony Fauci.
Michael Osterholm, který vedl hodnocení vakcín proti chřipce Centra pro výzkum a politiku infekčních chorob roku 2012, očkování doporučil, ale kritizoval jeho propagaci slovy: „Tuto vakcínu jsme příliš protežovali a přeháněli ohledně ní... nechrání tak, jak tvrdí reklama. Všechno je to práce prodeje: všechno jsou to vztahy s veřejností.“

### Děti
Centrum pro kontrolu a prevenci nemocí doporučuje, aby všichni kromě kojenců mladších šesti měsíců dostali vakcínu proti sezónní chřipce. Očkovací kampaně obvykle věnují zvláštní pozornost osobám s rizikem závažných komplikací v případě infekce chřipkou, tj. těhotným ženám, dětem do 59 měsíců, starším lidem a lidem s chronickým onemocněním nebo oslabeným imunitním systémem; stejně tak těm, kdo jsou ve styku s nakaženými, tj. zdravotníkům.
Vzhledem k tomu, že úmrtnost u kojenců nakažených chřipkou je vysoká, CKPN a Světová zdravotnická organizace doporučují očkování osobám v domácnostech s kojenci a pečovatelům o kojence, aby se tím snížilo riziko přenosu.
Zdá se, že vakcína snižuje u dětí riziko chřipky, případně onemocnění chřipce podobných. Pro děti mladší dvou let se potýkáme s nedostatkem dat. Ředitel CDC uvedl během chřipkové sezóny 2017–18, že 85 procent dětí, které zemřely, „pravděpodobně nebylo očkováno“.
Ve Spojených státech CDC od ledna 2019 doporučuje, aby děti ve věku od 6 do 35 měsíců dostávaly buď 0,25 mililitru nebo 0,5 mililitru přípravku Fluzone Quadrivalent. Pro tuto věkovou skupinu nezáleží na objemu dávky Fluzone Quadrivalent. Všechny osoby ve věku 36 měsíců a starší by měly dostat 0,5 mililitru Fluzone Quadrivalent. Od října 2018 je ve Spojených státech licencován přípravek Afluria Quadrivalent pro děti ve věku 6 měsíců a starší. Dávka pro děti od šesti měsíců do 35 měsíců věku je stanovena na 0,25 mililitru Afluria Quadrivalent, všechny děti ve věku 36 měsíců a starší by měly dostat 0,5 mililitru. Od února 2018 je v Kanadě licencována Afluria Tetra pro dospělé a děti od pěti let.
V roce 2014 publikoval kanadský Národní poradní výbor pro imunizaci (NACI) přehled očkování proti chřipce u zdravých 5–18letých a v roce 2015 přehled používání pediatrického přípravku Fluad u dětí ve věku 6–72 měsíců věku. Jedna studie provedená v terciárním referenčním centru uvádí míru očkování u dětí pouze 31 %. Vyšší výskyt byl zjištěn u dětských pacientů s potlačenou imunitou (46 %) a u pacientů se zánětlivým onemocněním střev (50 %).

### Dospělí

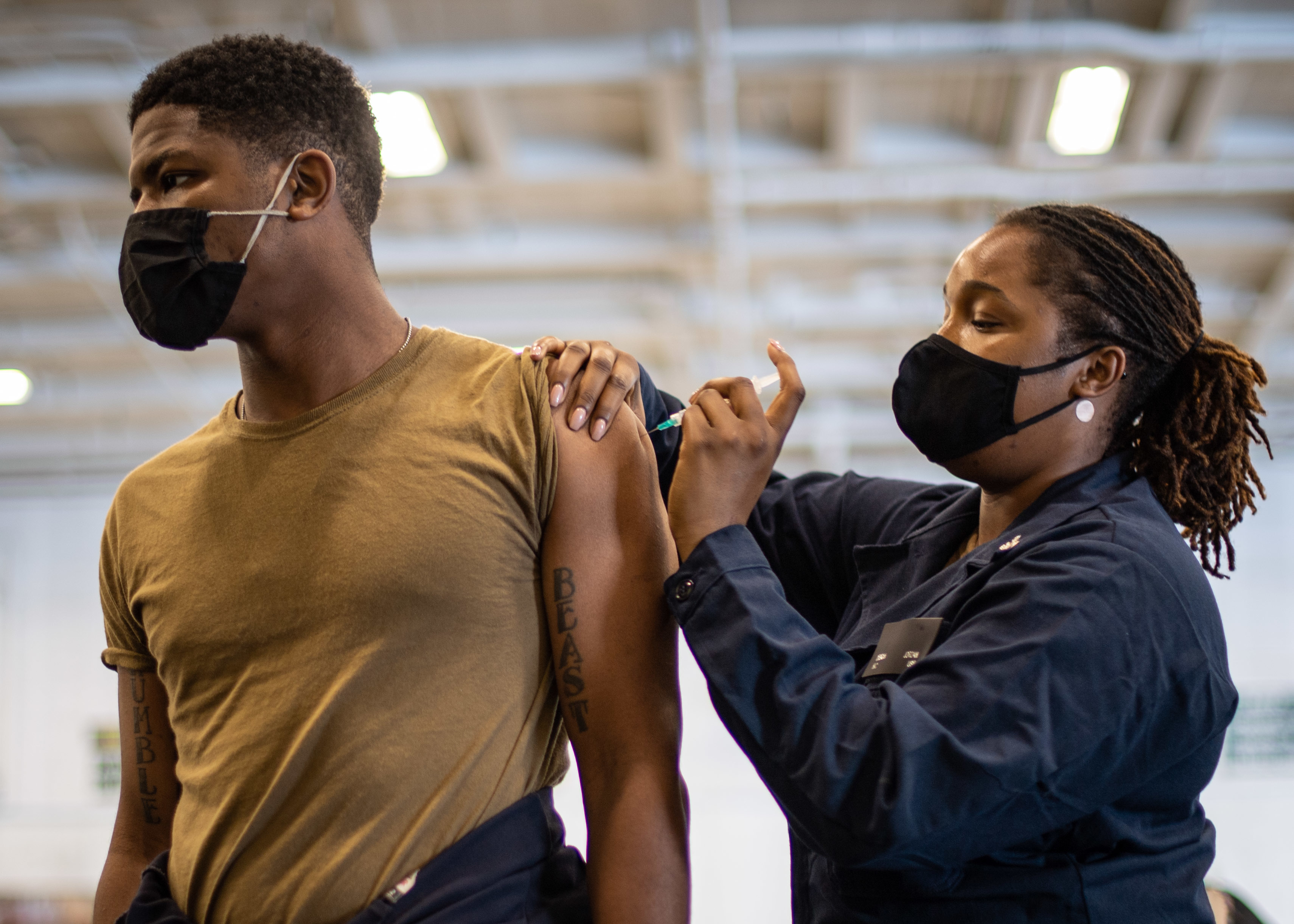
Příslušnice speciální nemocniční jednotky amerického námořnictva podává chřipkovou injekci na palubě USS Theodore Roosevelt (CVN-71) v roce 2020.

Šestnáct procent neočkovaných dospělých má příznaky podobné chřipce, zatímco u očkovaných je to jen deset procent. Očkování snížilo počet potvrzených případů chřipky z přibližně 2,4 % na 1,1 %. Očkování nemá vliv na hospitalizaci.
Zpráva Cochrane Collaboration uvádí, že u pracujících dospělých vedlo očkování k mírnému snížení jak příznaků chřipky, tak ztrát pracovních dnů, aniž by to ovlivnilo přenos nebo komplikace související s chřipkou. U zdravých pracujících mohou vakcíny proti chřipce poskytnout střední ochranu proti virologicky potvrzené chřipce, i když tato ochrana je v některých sezónách značně snížena nebo zcela chybí.
U zdravotníků uvádí zpráva z roku 2006 čistý přínos. Z osmnácti studií v tomto shrnutí pouze dvě posuzovaly také vztah úmrtnosti pacientů a míry očkování zdravotníků; obě došly k závěru, že vyšší míra očkování zdravotníků vedla ke snížené úmrtnosti pacientů. Souhrn z roku 2014 vykazuje přínos pro pacienty, jejichž ošetřující zdravotnický personál byl očkován, a uvádí přiměřené důkazy částečně založené na pozorovaném snížení úmrtí ze všech příčin u pacientů, jejichž ošetřující personál byl očkován, ve srovnání s pacienty, kdy personál očkovaný nebyl.

### Starší osoby
Důkazy o účinnosti u dospělých nad 65 let nejsou prokazatelné. Soustavná přezkoumávání vycházející z výsledků jak randomizovaných kontrolovaných studií, tak studií případové kontroly nenalezly dostatek přesvědčivých důkazů. Revize případových a kontrolních studií poukázaly na účinky proti laboratorně potvrzené chřipce, zápalu plic a úmrtí u starších lidí žijících společně.
Starší lidé, skupina nejvíce ohrožená nepandemickou chřipkou, má z vakcíny nejmenší prospěch. Za tímto strmým poklesem účinnosti vakcín stojí několik důvodů, z nichž nejčastější jsou klesající imunologické funkce a křehkost spojená s pokročilým věkem. V nepandemickém roce má ve Spojených státech osoba ve věku 50–64 let téměř desetkrát vyšší pravděpodobnost úmrtí na chřipku než osoba mladší; lidé starší 65 let jsou desetkrát víc ohroženi úmrtím v důsledku chřipky než lidé věkové skupiny 50–64 let.
Existuje vysokodávková vakcína formulovaná tak, aby poskytovala silnější imunitní odpověď. Dostupné důkazy naznačují, že očkování starších osob vysokodávkovou vakcínou vede k silnější imunitní odpovědi proti chřipce než očkování vakcínou s běžnou dávkou.
Vakcína proti chřipce obsahující adjuvans byla schválena americkým Úřadem pro kontrolu potravin a léčiv v listopadu 2015 pro použití dospělými ve věku 65 let a staršími. Vakcína se v USA prodává pod názvem Fluad a poprvé byla dostupná v chřipkové sezóně 2016–2017. Vakcína obsahuje adjuvans MF59C.1, což je emulze skvalenového oleje ve vodě. Je to první vakcína proti sezónní chřipce s adjuvans prodávaná ve Spojených státech. Není jasné, zda použití vakcíny proti chřipce obsahující adjuvans MF59C.1 má pro starší osoby významný přínos. Podle pokynů Poradního výboru pro imunizační postupy lze Fluad použít jako alternativu k jiným vakcínám proti chřipce schváleným pro osoby ve věku 65 let a starší.
Očkování zdravotnických pracovníků, kteří pracují se staršími lidmi, se doporučuje v mnoha zemích s cílem snížit počet případů chřipky u této zranitelné populace. I když neexistují žádné přesvědčivé důkazy z randomizovaných klinických studií, že očkování zdravotníků pomáhá chránit starší lidi před chřipkou, existují předběžné důkazy o přínosu.
Fluad Quad byl schválen pro použití v Austrálii v září 2019, Fluad Quadrivalent pro použití ve Spojených státech v únoru 2020 a Fluad Tetra pro použití v Evropské unii v květnu 2020.

### Těhotenství
Kromě ochrany matky a dítěte před účinky chřipkové infekce zvyšuje imunizace těhotných žen jejich šance úspěšně donosit dítě.
Trivalentní inaktivovaná vakcína proti chřipce chrání těhotné ženy infikované HIV.

## Bezpečnost

### Nežádoucí účinky
I když se mohou vyskytnout nežádoucí účinky vakcíny proti chřipce, jsou obvykle mírné a zahrnují především bolestivost, zarudnutí a otok v místě vpichu, bolesti hlavy, horečky, nevolnost nebo únavu.
Nežádoucí účinky vakcíny podávané jako nosní sprej mohou zahrnovat rýmu, sípání, bolest v krku, kašel nebo zvracení.
U některých lidí může chřipková vakcína vzácně způsobit závažné vedlejší účinky, včetně alergické reakce. Kromě toho, běžné vedlejší účinky a rizika očkování jsou mírné a dočasné ve srovnání s riziky a závažnými zdravotními následky každoroční epidemie chřipky.

### Guillain-Barrého syndrom
Ačkoli byl syndrom Guillain-Barrého obávanou komplikací očkování, CKPN uvádí, že většina studií o moderních vakcínách proti chřipce nepozorovala žádnou souvislost s Guillain-Barré. Srovnáme-li infekci virem chřipky a očkování, pak infekce sama o sobě zvyšuje jak riziko úmrtí (až jedno z deseti tisíc), tak riziko rozvoje Guillain-Barrého syndrom mnohem víc (podle odhadů z roku 2009 přibližně desetkrát víc).
Jedna zpráva uvádí výskyt přibližně jednoho případu Guillain–Barré na milion očkování, avšak rozsáhlá studie v Číně (zahrnující téměř sto milionů dávek vakcíny proti „prasečí“ chřipce H1N1 z roku 2009) zjistila pouze jedenáct případů Guillain-Barrého syndromu (0,1 na milion dávek) z celkového výskytu u očkovaných osob (ve skutečnosti nižší, než je normální míra onemocnění v Číně), a žádné další závažné vedlejší účinky.

### Alergie na vejce

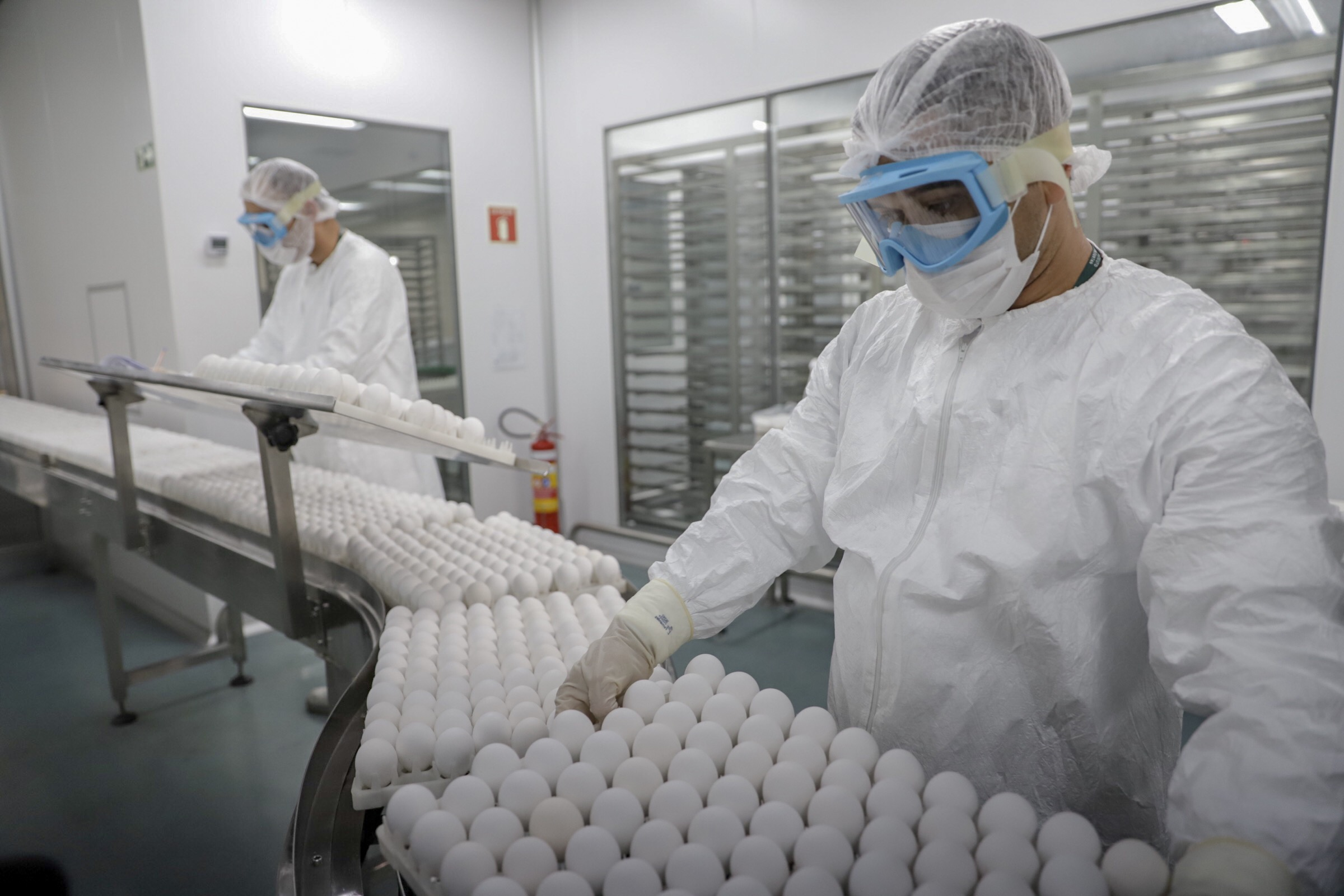
Příprava čerstvých vajec pro výrobu vakcíny proti chřipce v Instituto Butantan

I když se většina vakcín proti chřipce vyrábí technikami s využitím vajec, přesto se stále doporučují lidem s alergií na vejce, a to i se závažnou. Studie zkoumající bezpečnost podání vakcíny těžkým alergikům zjistily, že anafylaxe je velmi vzácná a vyskytuje se v 1,3 případu na milion podaných dávek.
U pacientů se závažnějším průběhem se doporučuje sledování příznaků po očkování. Studie s téměř 800 dětmi s alergií na vejce, včetně více než 250 s předchozími anafylaktickými reakcemi, vykazovala nulové systémové alergické reakce při podání živé oslabené vakcíny.

### Jiné
Několik studií poukázalo na zvýšený výskyt narkolepsie u příjemců pandemické vakcíny proti chřipce H1N1 s adjuvans ASO3. Nabízí se vysvětlení, že narkolepsie je autoimunitní a že vakcína H1N1 s adjuvans ASO3 může napodobovat hypocretin, který funguje jako spouštěč.
Některé injekční vakcíny proti chřipce určené pro dospělé ve Spojených státech obsahují thiomersal (také známý jako thimerosal), konzervační látku na bázi rtuti. Navzdory určitým sporům v médiích však Globální poradní výbor pro bezpečnost vakcín Světové zdravotnické organizace dospěl k závěru, že neexistují žádné důkazy o toxicitě thiomersalu ve vakcínách, a není nutné z bezpečnostních důvodů přecházet na dražší jednorázové vakcíny.

## Typy
Vakcíny proti chřipce jsou dostupné buď jako:
- trivalentní nebo quadrivalentní vnitrosvalová injekce (IIV3, IIV4 nebo RIV4, tedy TIV nebo QIV), která obsahuje inaktivovanou formu viru;
- nosní sprej živé atenuované vakcíny proti chřipce (LAIV, Q/LAIV), která obsahuje živou, ale oslabenou formu viru.

TIV nebo QIV vyvolávají ochranu po injekci (typicky vnitrosvalová, i když injekce do kůže a pod kůži mohou být také ochranné) na základě imunitní odpovědi na antigeny přítomné na inaktivovaném viru. Naproti tomu LAIV přizpůsobený k odolnosti proti chladu, působí tak, že vyvolá imunitní reakci v nosní dutině.

## Doporučení
Různé organizace veřejného zdraví, včetně Světové zdravotnické organizace (WHO), doporučují poskytovat běžně každoroční očkování zejména lidem s rizikem komplikací chřipky a těm, kdo žijí s vysoce rizikovými jedinci nebo se o ně starají, jmenovitě:
- lidé ve věku 50 let nebo starší[14]
- lidé s chronickými plicními chorobami, včetně astmatu[14]
- lidé s chronickými srdečními chorobami[14]
- lidé s chronickým onemocněním jater[14]
- lidé s chronickým onemocněním ledvin[14]
- lidé, kterým byla odstraněna slezina nebo jejichž slezina nefunguje správně
- lidé s oslabenou imunitou[14]
- obyvatelé pečovatelských domů a dalších zařízení dlouhodobé péče[14]
- zdravotníci (jak k prevenci nemoci, tak k prevenci šíření na pacienty)[121][122]
- ženy, které jsou nebo budou těhotné během chřipkové sezóny[14]
- děti a dospívající (ve věku od 6 měsíců do 18 let), kteří dostávají léky obsahující kyselinu acetylsalicylovou nebo salicylát a kteří mohou být vystaveni riziku vzniku Reyeova syndromu po infekci virem chřipky[14]
- američtí indiáni/domorodci z Aljašky[14]
- lidé, kteří jsou morbidně obézní (index tělesné hmotnosti ≥40 u dospělých)[14]

Vakcína proti chřipce se nedoporučuje osobám mladším šesti měsíců a osobám se závažnými, život ohrožujícími alergiemi na tuto vakcínu nebo kteroukoli její složku.

### Světová zdravotnická organizace
Světová zdravotnická organizace (WHO) doporučuje od roku 2016 sezónní očkování pro:
První priorita:
- Těhotné ženy

Druhá priorita (bez konkrétního pořadí):
- Děti ve věku 6–59 měsíců
- Starší osoby
- Jedinci s některými konkrétními chronickými zdravotními stavy
- Zdravotníci

### Kanada
Národní poradní výbor pro imunizaci (NACI), skupina, která radí Kanadské agentuře veřejného zdraví, doporučuje, aby každá osoba starší šesti měsíců byla vyzvána ke každoročnímu očkování proti chřipce a aby děti ve věku od 6 do 24 měsíců a jejich kontakty v domácnosti, měly vysokou prioritu, pokud jde o vakcínu.
Zejména:
- Lidé s vysokým rizikem hospitalizace nebo komplikací souvisejících s chřipkou, morbidně obézních osob, zdravých těhotných žen, dětí ve věku 6–59 měsíců, starších osob, původních obyvatel a lidí trpících některým z chronických zdravotních stavů uvedených na seznamu
- Osoby schopné přenést chřipku na vysoce rizikové osoby, včetně kontaktů v domácnostech a včetně zdravotnických pracovníků
- Lidé, kteří poskytují základní komunitní služby
- Určití pracovníci s drůbeží

Živá oslabená vakcína proti chřipce (LAIV) nebyla v Kanadě pro sezónu 2019–2020 dostupná.

### Evropská unie
Evropské centrum pro prevenci a kontrolu nemocí (ECDC) doporučuje přednostně očkovat seniory, na druhém místě pak osoby s chronickým onemocněním a zdravotnické pracovníky.
Strategie očkování proti chřipce obecně spočívá v ochraně zranitelných lidí spíše než v omezování cirkulace chřipky nebo v úplném odstranění chřipkového onemocnění u lidí. To je v kontrastu se strategiemi velkoplošné imunizace u jiných infekčních chorob, jako je obrna a spalničky. Částečně je to způsobeno také finanční a logistickou zátěží spojenou s každoroční potřebou injekce.

### Spojené státy

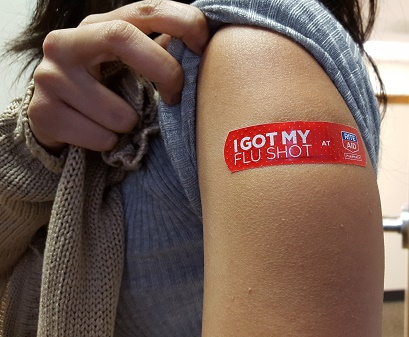
Mladá žena ukazuje svou náplast poté, co dostala vakcínu v drogerii.

Ve Spojených státech se očkování proti chřipce běžně doporučuje všem osobám ve věku od šesti měsíců. Po očkování trvá až dva týdny, než se v těle vytvoří dostatečné množství protilátek. CDC doporučuje očkovat se do konce října, ačkoliv v prosinci nebo později to považuje rovněž za vhodné.
Podle CDC by se některé skupiny měly vyhýbat živému oslabenému viru (LAIV4) (který se v USA vyskytuje ve formě nosního spreje).
CDC, které začalo vakcínu proti chřipce doporučovat zdravotníkům v roce 1981, zdůrazňuje v rámci celoplošného doporučení lékařům ve Spojených státech nutnost očkovat zvláště jedince ze zranitelných skupin a jejich pečovatele:
Očkování je důležité zejména pro lidi s vyšším rizikem závažných komplikací při chřipce nebo osoby, které žijí s jedinci s vyšším rizikem závažných komplikací nebo se o ně starají. V roce 2009 byla schválena nová vysokodávková formulace standardní vakcíny proti chřipce. Fluzone High Dose je určena pro osoby ve věku 65 let a starší; rozdíl je v tom, že má čtyřikrát větší dávku antigenu než standardní Fluzone.
Americká vláda požaduje, aby nemocnice hlásily míru proočkovanosti pracovníků. Některé státy USA a stovky amerických nemocnic vyžadují, aby zdravotníci během chřipkové sezóny buď byli očkováni, nebo nosili roušky. Tyto požadavky občas vyústí v soudní pře s odbory, ale obhájci poznamenávají, že soudy obecně schválily zákony o nuceném očkování, které se vztahují na širokou populaci během propuknutí onemocnění.
Očkování proti chřipce je považováno za důležité zejména pro vysoce ohrožené skupiny, u nichž by chřipka mohla vést ke zdravotním komplikacím, například pro těhotné ženy a děti a dospívající ve věku od šesti měsíců do 18 let, kteří užívají kyselinu acetylsalicylovou nebo léky obsahující salicyláty a u nichž se předpokládá riziko vzniku Reyeova syndromu po infekci chřipkovým virem.
- Cílem zvýšení horní věkové hranice na 18 let je jednak zkrátit čas, který děti a rodiče ztrácejí návštěvami u pediatra a zameškanou školní docházkou, jednak snížit potřebu antibiotik kvůli komplikacím[140]
- Dalším přínosem očekávaným od očkování dětí je snížení počtu případů chřipky mezi rodiči a ostatními členy domácnosti a možného šíření do širokého okolí[140]

CDC uvedlo, že živá oslabená vakcína proti chřipce (LAIV), nazývaná také nosní sprejová vakcína, nebyla pro chřipkovou sezónu 2016–2017 ve Spojených státech doporučena.
Kromě toho CDC doporučuje, aby zdravotnický personál, který se stará o osoby se silně oslabenou imunitou, dostával injekce (TIV nebo QIV) spíše než LAIV.

### Spojené království
Doktorka Jenny Harries zastává názor, že zima 2021–2022 ve Spojeném království bude nejistá, protože chřipka a covid-19 se poprvé vyskytnou společně. Vyzvala způsobilé osoby, aby se nechaly očkovat proti covidu-19 a chřipce. Doktorka tvrdí, že očkování proti chřipce je důležité každý rok. Lidé se musí dozvědět, že chřipka může být smrtelná, protože mnoho lidí to neví.

### Austrálie
Australská vláda doporučuje očkování proti sezónní chřipce pro všechny osoby starší šesti měsíců. Austrálie používá inaktivované vakcíny. Do roku 2021 byla jediná dostupná vakcína na bázi vajec (ta je nadále jedinou bezplatnou vakcínou), ale od března 2021 je k dispozici nová vakcína na bázi buněk pro ty, kdo si ji chtějí zaplatit; očekává se, že do roku 2026 se stane standardem. Standardní vakcína proti chřipce je zdarma pro následující osoby:
- děti ve věku od šesti měsíců do pěti let;
- osoby ve věku 65 let a více;
- domorodci a obyvatelé ostrova Torres Strait ve věku šesti měsíců a více;
- těhotné ženy;
- kdokoli starší šesti měsíců se zdravotními problémy, které mohou vést ke komplikacím v případě chřipky, jako je těžké astma, plicní nebo srdeční onemocnění, nízká imunita nebo cukrovka.

## Příjem
| Země                | Region  | % ve věku 65+ |
| ------------------- | ------- | ------------- |
| Jižní Korea         | Asie    | 83            |
| Austrálie           | Oceánie | 75            |
| Spojené království  | Evropa  | 73            |
| Spojené státy       | Amerika | 68            |
| Nový Zéland         | Oceánie | 65            |
| Chile               | Amerika | 65            |
| Holandsko           | Evropa  | 64            |
| Kanada              | Amerika | 61            |
| Portugalsko         | Evropa  | 61            |
| Izrael              | Asie    | 58            |
| Irsko               | Evropa  | 58            |
| Španělsko           | Evropa  | 54            |
| Itálie              | Evropa  | 53            |
| Dánsko              | Evropa  | 52            |
| Japonsko            | Asie    | 50            |
| Francie             | Evropa  | 50            |
| Švédsko             | Evropa  | 49            |
| Finsko              | Evropa  | 48            |
| Island              | Evropa  | 45            |
| Lucembursko         | Evropa  | 38            |
| Německo             | Evropa  | 35            |
| Norsko              | Evropa  | 34            |
| Maďarsko            | Evropa  | 27            |
| Česká republika     | Evropa  | 20            |
| Litva               | Evropa  | 13            |
| Slovenská republika | Evropa  | 13            |
| Slovinsko           | Evropa  | 12            |
| Lotyšsko            | Evropa  | 8             |
| Turecko             | Asie    | 7             |
| Estonsko            | Evropa  | 5             |

### U rizikových skupin
Využití možnosti očkování proti chřipce jak sezónně, tak během pandemie je často nízké. Analýzy očkování proti pandemické chřipce určily několik faktorů, které mohou očkování ovlivnit, a to včetně pohlaví (vyšší příjem u mužů), etnického původu (vyšší u lidí z etnických menšin) a chronického onemocnění. Důležitá je také důvěra v bezpečnost a účinnost vakcíny.
Bylo zjištěno, že ke zvýšení míry proočkovanosti u osob starších šedesáti let je užitečná řada opatření, jako: upomínání pacientů pomocí letáků a dopisů, upomínání formou pohlednic, programy pro klienty, návštěvy očkovacích domů, skupinové očkování, bezplatné očkování, platby lékařem, upomínky od lékaře a podpora soutěžení lékařů.

### Zdravotníci
Pracovníkům v přední linii se často doporučuje očkování proti sezónní a jakékoli pandemické chřipce. Například ve Spojeném království je všem zdravotnickým pracovníkům zapojeným do péče o pacienty doporučeno, aby přijali vakcínu proti sezónní chřipce, a také jim bylo doporučeno nechat se očkovat proti H1N1/09 (později přejmenováno na A(H1N1)pdm09), viru prasečí chřipky z období pandemie v roce 2009. Ochota nechat se očkovat je však často nízká. Během pandemie v roce 2009 se v zemích Spojeného království, Itálie, Řecka a Hongkongu nechal očkovat nízký počet zdravotníků.
Během průzkumu ve Spojených státech v roce 2010 uvedlo 63,5 % zdravotníků, že dostali vakcínu proti chřipce během sezóny 2010–11, což je nárůst oproti původním 61,9 % v předchozí sezóně. Američtí zdravotníci s přímým kontaktem s pacienty měli vyšší míru očkování: lékaři a zubní lékaři 84,2 % a zdravotní sestry 82,6 %.
Hlavním důvodem očkování zdravotnických pracovníků je zabránit tomu, aby personál šířil chřipku na své pacienty, a snížit výpadek personálu v době vysoké poptávky po službách; avšak důvody, které zdravotničtí pracovníci uvádějí pro své rozhodnutí přijmout nebo odmítnout očkování, mají častěji co do činění s vnímáním osobních výhod.
Ve veřejných nemocnicích státu Victoria (Austrálie) se v roce 2005 pohybovala míra očkování zdravotnických pracovníků od 34 % u neklinického personálu po 42 % u laboratorního personálu. Jedním z důvodů odmítnutí vakcín byly obavy z nežádoucích účinků; 31 % lékařů fakultní nemocnice v jedné studii nesprávně věřilo, že australské vakcíny mohou způsobit chřipku.

## Výroba

Schéma tvorby vakcíny proti chřipce

Pokračuje výzkum v duchu „univerzální“ vakcíny proti chřipce, která by nevyžadovala přizpůsobení konkrétnímu kmeni, ale účinkovala by proti široké škále chřipkových virů. Do listopadu 2007 však nebyli oznámeni žádní kandidáti na takovou vakcínu.
Ve zprávě z roku 2007 byla celosvětová kapacita přibližně 826 milionů dávek vakcíny proti sezónní chřipce (inaktivované a živé), což byl dvojnásobek skutečné produkce 413 milionů dávek. Podle krizového scénáře výroby vakcín proti pandemické chřipce do roku 2013 by mohlo být vyrobeno pouze 2,8 miliardy vakcín v šestiměsíčním časovém rámci. Pokud by všechny země s vysokými a vyššími středními příjmy poptávaly vakcíny pro celou svou populaci během pandemie, bylo by zapotřebí téměř dvou miliard vakcín. Pokud by Čína sledovala tento cíl také, bylo by zapotřebí více než tří miliard vakcín, které by sloužily její populaci. Výzkum a vývoj vakcín pokračuje s cílem vytvořit nové postupy, které by zajistily produkci mnohem většího množství vakcín za cenu dostupnou pro globální populaci.

### Na bázi vajec
Většinu vakcín proti chřipce pěstují výrobci vakcín v oplozených slepičích vejcích. Na severní polokouli začíná výrobní proces poté, co WHO oznámí (obvykle v únoru) seznam doporučených kmenů pro zimní chřipkovou sezónu. Vyberou se tři kmeny chřipky (představující kmen H1N1, H3N2 a B) a slepičí vejce se naočkují odděleně. Tyto monovalentní sklizně se pak spojí, a vznikne trivalentní vakcína.

Vývoj vakcíny proti ptačí chřipce technikou reverzní genetiky

Od listopadu 2007 jsou jak běžné vakcíny, tak nosní spreje vyráběny s použitím slepičích vajec. Evropská unie rovněž schválila Optaflu, vakcínu, kterou firma Novartis vyrábí za použití živočišných buněk. Očekává se, že tato technika bude časem převažovat a předejde se tak problémům s vejci, jako jsou alergické reakce a neslučitelnost kmenů, která postihuje ptáky, jako například kuřata.
Vakcíny proti chřipce se vyrábějí ve vejcích bez choroboplodných zárodků, která jsou jedenáct nebo dvanáct dní stará. Vršek vejce se dezinfikuje alkoholem a poté se vejce zapálí, aby se určila nežilná oblast v alantoidní dutině; zde je vypálen malý otvor, sloužící k uvolnění tlaku. Druhý otvor se vytvoří v horní části vajíčka, kudy je chřipkový virus vpraven přes chorioalantoickou membránu do alantoidní dutiny. Oba otvory se poté utěsní roztaveným parafínem a naočkovaná vejce se inkubují 48 hodin při 37 stupních Celsia. Během inkubační doby se virus množí a nově replikované viry se uvolňují do alantoidní tekutiny.
Po 48hodinové inkubační době se vršek vajíčka rozbije a nabere se deset mililitrů alantoidní tekutiny, z níž se získá asi patnáct mikrogramů vakcíny proti chřipce. V tomto okamžiku jsou viry oslabeny nebo usmrceny a virový antigen je purifikován a umístěn do lahviček, injekčních stříkaček nebo nosních sprejů. Tato metoda se provádí ve velkém měřítku a používá se k výrobě chřipkové vakcíny pro lidskou populaci.

### Jiné způsoby výroby
Vakcíny lze vyrábět i jinými způsoby, například pomocí částic podobných chřipkovému viru (VLP). VLP se podobají virům, ale není potřeba potlačovat jejich aktivitu, protože neobsahují virové kódující částice, ale pouze prezentují antigeny podobným způsobem jako virion. VLP lze vyrábět v kulturách buněk hmyzu Spodoptera frugiperda Sf9 a nebo na rostlinné bázi (např. produkcí v Nicotiana benthamiana). Existují důkazy, že některé VLP vyvolávají vznik protilátek, které rozpoznávají širší panel antigenně odlišných virových izolátů ve srovnání s jinými vakcínami v testu hemaglutinace-inhibice (HIA).
DNA vakcína na bázi genu, která se používá k aktivaci imunitního systému inaktivovanou vakcínou H5N1, prošla klinickými testy v roce 2011.
Dne 20. listopadu 2012 obdržel Novartis schválení FDA pro první vakcínu s buněčnou kulturou.Dne 20. listopadu 2012 obdržel Novartis schválení FDA pro první vakcínu s buněčnou kulturou. V roce 2013 byla rekombinantní vakcína proti chřipce, Flublok, schválena pro použití ve Spojených státech. V roce 2013 byla rekombinantní vakcína proti chřipce, Flublok, schválena pro použití ve Spojených státech.
Dne 17. září 2020 přijal Výbor pro humánní léčivé přípravky (CHMP) Evropské lékové agentury (EMA) kladné stanovisko doporučující udělení registrace pro Supemtek, čtyřvalentní vakcínu proti chřipce (rekombinantní, připravenou v buněčné kultuře). Žadatelem o tento léčivý přípravek je Sanofi Pasteur. Supemtek byl schválen pro lékařské použití v Evropské unii v listopadu 2020.
Austrálie schválila svou první buněčnou vakcínu, založenou na „věčné buněčné linii“ psí ledviny, v březnu 2021. Vzhledem ke způsobu výroby produkuje vakcínu lépe přizpůsobenou chřipkovým kmenům.

## Efektivita nákladů
Efektivita nákladů na očkování proti sezónní chřipce byla široce hodnocena pro různé skupiny a v různých prostředích. U starších osob (nad 65 let) většina publikovaných studií zjistila, že očkování šetří náklady, přičemž úspory nákladů spojené s očkováním proti chřipce (např. omezení návštěv zdravotní péče) převažují nad náklady na očkování. Několik publikovaných studií uvádí, že očkování proti chřipce u starších dospělých (ve věku 50–64 let) je pravděpodobně nákladově efektivní, nicméně bylo zjištěno, že výsledky těchto studií často závisejí na klíčových předpokladech použitých v ekonomických hodnoceních. Nejistotu v modelech nákladové efektivity chřipky lze částečně vysvětlit složitostí odhadu zátěže onemocněním a také sezónní variabilitou cirkulujících kmenů a shodou vakcíny. Studie z roku 2012 došla k závěru, že u zdravých pracujících (ve věku 18–49 let) očkování obecně nešetří náklady, přičemž vhodnost financování závisí na ochotě zaplatit za získání souvisejících zdravotních výhod. U dětí většina studií zjistila, že očkování proti chřipce bylo nákladově efektivní, avšak mnoho studií zahrnovalo (nepřímé) zvýšení produktivity, kterému nemusí být ve všech prostředích přikládána stejná váha. Několik studií se pokusilo předpovědět nákladovou efektivitu zásahů (včetně prepandemického očkování), které by pomohly chránit před budoucí pandemií, nicméně odhad nákladové efektivity byl komplikován nejistotou ohledně závažnosti potenciální budoucí pandemie a účinnosti zavedených opatření.

## Výzkum
Výzkum chřipky zahrnuje molekulární virologii, molekulární evoluci, patogenezi, imunitní reakce hostitele, genomiku a epidemiologii. Ty pomáhají při vývoji protichřipkových opatření, jako jsou vakcíny, terapie a diagnostické nástroje. Zlepšení opatření proti chřipce vyžaduje základní výzkum toho, jak viry vstupují do buněk, replikují se, mutují, vyvíjejí se do nových kmenů a vyvolávají imunitní odpověď. Projekt sekvenování genomu chřipky vytváří knihovnu sekvencí chřipky, která výzkumníkům pomůže pochopit, proč je jeden kmen smrtelnější než jiný, jaké genetické určující faktory nejvíce ovlivňují imunogenicitu a jak se virus v průběhu času vyvíjí. Zkoumají se řešení omezení současných očkovacích metod.
Jiný přístup využívá internetový obsah k odhadu dopadu očkovací kampaně. Přesněji řečeno, výzkumníci použili data z Twitteru a vyhledávače Bing společnosti Microsoft a navrhli statistický rámec, který řadou operací převádí tyto informace na odhady procenta snížení počtu onemocnění podobných chřipce v oblastech, kde bylo provedeno očkování. Metoda byla použita k vyhodnocení dopadu dvou programů očkování proti chřipce v Anglii (2013/14 a 2014/15), kde byla dětem školního věku podána živá oslabená vakcína proti chřipce (LAIV). Je pozoruhodné, že odhady dopadu se téměř shodovaly s odhady společnosti Veřejného zdraví Anglie (Public Health England), které vycházely ze sledování tradičních parametrů onemocnění.

### Rychlá reakce na pandemickou chřipku
Rychlý vývoj, výroba a distribuce vakcín proti pandemické chřipce by výhledově mohly během pandemie chřipky zachránit miliony životů. Vzhledem ke krátkému časovému odstupu mezi určením pandemického kmene a potřebou očkování hledají vědci nové technologie pro výrobu vakcín, které by mohly poskytnout lepší přístup v reálném čase a byly by vyráběny levněji. Tím by se zlepšil přístup k vakcínám pro lidi žijící v chudých oblastech a zemích se středními příjmy, kde může pandemie chřipky pravděpodobně vzniknout. Těmito technologiemi jsou myšleny technologie živých oslabených virů (na bázi vajec nebo buněk) a rekombinantní technologie (proteiny a částice podobné virům). Od července 2009 bylo dokončeno nebo probíhá více než sedmdesát známých klinických studií s vakcínami proti pandemické chřipce. V září 2009 FDA schválila čtyři vakcíny proti chřipkovému viru 2009 H1N1 (pandemický kmen z roku 2009) a očekává se, že první šarže vakcíny budou dostupné během následujícího měsíce.
V lednu 2020 schválil americký Úřad pro kontrolu potravin a léčiv (FDA) produkt Audenz jako vakcínu proti chřipkovému viru H5N1. Audenz určený k aktivní imunizaci a prevenci onemocnění způsobeného subtypem viru chřipky A H5N1 je schválen pro použití u osob ve věku 6 měsíců a starších, které jsou ohroženy virem chřipky A podtypu H5N1 obsaženým ve vakcíně.

### Univerzální vakcíny proti chřipce
„Univerzální vakcína“, navržená bez nutnosti každoročně vyvíjet novou kombinaci chřipkových virů pro každou sezónu na každé polokouli, by pomohla stabilizovat zásoby, odstraňovat chyby při předpovídání variant sezóny a chránit před únikem cirkulujících kmenů mutací. Taková vakcína je předmětem výzkumu po celá desetiletí.
Jedním z přístupů je použití široce neutralizujících protilátek. Zatímco každoroční sezónní vakcíny používané v prvních desetiletích 21. století nutí tělo k imunitní reakci, neutralizační protilátky poskytují část imunitní reakce. První neutralizační protilátky byly rozpoznány v roce 1993 při experimentech. Zjistilo se, že chřipkové neutralizační protilátky se navázaly na stopku proteinu hemaglutinin. Byly rozpoznány protilátky, které se mohly vázat na hlavu těchto proteinů. Vysoce konzervovaný protonový kanál M2 byl navržen jako možný cíl pro široce neutralizující protilátky.
Výzvou pro výzkumníky je určit jednotlivé protilátky, které by mohly neutralizovat mnoho podtypů viru tak, aby byly použitelné v jakékoli sezóně; vázaly by se na konzervované domény, odolné vůči antigennímu driftu.
Dalším přístupem je vzít konzervované domény z těchto projektů a dodat skupiny odpovídajících antigenů k vyvolání imunitní reakce; předmětem výzkumu jsou různé přístupy s rozdílnými antigeny, podávanými odlišnými způsoby (jako fúzní proteiny upevněné na částicích podobných virům, na nepatogenních virech, jako DNA a další).
Bylo také vynaloženo úsilí na vývoj univerzálních vakcín, které specificky aktivují odpověď T-lymfocytů; klinická data ukazují, že lidé se silnou, časnou odpovědí T-buněk mají lepší výsledky po nákaze chřipkou, protože T-buňky reagují na konzervované epitopy. Výzvou pro vývojáře je, že tyto epitopy se nacházejí na vnitřních proteinových doménách, které jsou jen mírně imunogenní.
Lidé pracující na univerzálních vakcínách experimentují spolu se zbytkem vakcinační oblasti s adjuvans, aby zlepšili schopnost vakcín vytvořit dostatečně silnou a trvalou imunitní odpověď. 
Proběhly některé klinické testy univerzálních kandidátů na vakcínu proti chřipce a od srpna 2020 je všech 7 zkoušek M-001 dokončeno. Každá z těchto studií vedla k závěru, že M-001 je bezpečný, snesitelný a imunogenní. Stěžejní studie fáze III s 12 400 účastníky byla dokončena a výsledky analýzy dat zveřejněné v říjnu 2020 naznačují, že vakcína nevykazuje žádný statistický rozdíl ve srovnání se skupinou s placebem ve snížení počtu případů chřipkového onemocnění a závažnosti.

### Perorální vakcína proti chřipce
Od roku 2019 byla předmětem klinického výzkumu ústně podávaná vakcína proti chřipce. Kandidát na perorální vakcínu je založen na vektoru adenoviru typu 5 upraveném tak, že došlo k odstranění genů potřebných pro replikaci a k přidání genu, který exprimuje malou dvouvláknovou vlásenkovou molekulu RNA jako adjuvans. Klinická studie fáze II z roku 2020 ukázala, že perorální forma vakcíny byla lidmi dobře snášena a poskytovala podobnou imunitu jako licencovaná injekční vakcína.

## Veterinární použití
Veterinární očkování proti chřipce má za cíl dosáhnout následujících čtyř cílů:
1. Ochrana před klinickým onemocněním
2. Ochrana před infekcí virulentním virem
3. Ochrana před vylučováním virů
4. Sérologické odlišení nakažených a očkovaných zvířat (tzv. princip DIVA)

### Koně
Koňská chřipka vyvolává horečku, suchý dráždivý kašel, rýmu, depresi, nechuť jíst a pít po dobu několika dní; obvykle se však koně uzdraví do dvou až tří týdnů. „Očkovací schémata obecně vyžadují primární kúru dvou dávek v odstupu 3–6 týdnů, po nichž následují přeočkování v půlročních až ročních intervalech. Obecně se uznává, že v mnoha případech taková schémata nemusí udržet chránící hladiny protilátek a ve vysoce rizikových situacích se doporučuje častější podávání.“
Na výstavách ve Spojeném království je běžným standardem očkování proti koňské chřipce a musí být předložen očkovací průkaz; Mezinárodní federace jezdeckých sportů (FEI) vyžaduje očkování každých šest měsíců.

### Drůbež
Drůbeží vakcíny proti ptačí chřipce jsou vyráběny levně, bez nutnosti filtrování a čištění od zbytků bakterií nebo od jiných virů, jako je to obvyklé u lidských vakcín. Obvykle obsahují celý virus, nejen hemaglutinin jako ve většině lidských vakcín. Další rozdíl je ten, že imunitní reakce na vakcíny pro drůbež je zesílena minerálním olejem, který však může způsobit zánět a abscesy. „Očkovatelům kuřat, kteří se omylem píchli, bolestivě otekly prsty, nebo dokonce došlo ke ztrátě palce,“ uvedli lékaři. Účinnost může být také omezená. Kuřecí vakcíny jsou často jen mlhavě podobné cirkulujícím kmenům chřipky – některé obsahují kmen H5N2 izolovaný před lety v Mexiku. „Když u kuřete použijete vakcínu, která je podobná pouze z 85 procent, získáte ochranu,“ řekl doktor Cardona. „U lidí můžete získat jedinou bodovou mutaci, a vakcína, která je podobná z 99,99 procent, vás neochrání.“ A jsou slabší [než lidské vakcíny]. „Kuřata jsou menší a musíte je chránit pouze šest týdnů, protože tak dlouho žijí, dokud je nesníte,“ řekl Dr. John J. Treanor, odborník na vakcíny z University of Rochester. Lidské vakcíny proti sezónní chřipce obsahují asi 45 mikrogramů antigenu, zatímco experimentální vakcína A(H5N1)) obsahuje 180 mikrogramů. Kuřecí vakcíny mohou obsahovat méně než jeden mikrogram. „Musíte být opatrní při extrapolaci dat z drůbeže na člověka,“ varoval Dr. David E. Swayne, ředitel oddělení zemědělství Southeast Poultry Research Laboratory. „Ptáci jsou blíže příbuzní dinosaurům.“
Výzkumníci pod vedením Nicholase Savilla z University of Edinburgh ve Skotsku použili matematické modely, aby napodobili šíření viru H5N1, a dospěli k závěru, že „musí být chráněno nejméně 95 procent ptáků, aby se zabránilo tichému šíření viru. V praxi je obtížné chránit více než 90 procent hejna; úrovně ochrany dosažené vakcínou jsou obvykle mnohem nižší než tato.“ Organizace OSN pro výživu a zemědělství vydala doporučení k ochraně a kontrole ptačí chřipky u drůbeže, včetně použití očkování.
Vyvíjí se filtrovaná a purifikovaná vakcína proti chřipce A pro lidi a mnoho zemí doporučilo, aby byly vytvořeny zásoby, takže pokud pandemie ptačí chřipky přeskočí na lidi, vakcína může být rychle podána, aby se předešlo ztrátám na životech. Angličtina má dva další názvy pro ptačí chřipku (‚avian flu‘ a ‚bird flu‘).

### Prasata
Vakcíny proti prasečí chřipce jsou široce používány v chovu prasat v Evropě a Severní Americe. Většina těchto vakcín zahrnuje kmeny H1N1 a H3N2.
Prasečí chřipka byla uznána jako hlavní problém od jejího propuknutí v roce 1976. Evoluce viru vedla k proměnlivým reakcím na tradiční vakcíny. Standardní komerční vakcíny proti prasečí chřipce jsou účinné v případě, kdy se virové kmeny shodují natolik, že mají významnou zkříženou ochranu. Přizpůsobené (autogenní) vakcíny vyrobené ze specifických izolovaných virů jsou vyráběny a používány ve složitějších případech. Výrobce vakcín Novartis tvrdí, že kmen H3N2 (poprvé zaznamenaný v roce 1998) přinesl chovatelům prasat velké ztráty. Běžným znakem jsou prudké potraty, kdy prasnice přestanou na několik dní žrát a mají vysokou horečku. Úmrtnost může být až patnáct procent.

### Psi
V roce 2004 bylo objeveno, že virus chřipky A, podtyp H3N8, způsobuje chřipku u psů. Kvůli nedostatku předchozí expozice tomuto viru nemají psi přirozenou imunitu. Nicméně, v roce 2004 byla vynalezena vakcína.

## Každoroční přeformulování
Světový systém sledování chřipky a reakce na ni, který funguje při WHO, vybírá každoročně tři kmeny pro očkování proti chřipce v daném roce. Vybrané jsou kmeny H1N1, H3N2 a Type-B, o kterých se předpokládá, že v nadcházející sezóně s největší pravděpodobností způsobí lidem značné utrpení. Počínaje chřipkovou sezónou na severní polokouli v letech 2012–2013 (související se schválením čtyřvalentních vakcín proti chřipce) WHO také doporučila pro použití ve čtyřvalentních vakcínách druhý kmen B. Světová zdravotnická organizace každý rok uvádí v soulad složení vakcíny tak, aby obsahovaly ty kmeny viru, které nejpravděpodobněji zaútočí v příštím roce.
„Globální síť pro sledování chřipky WHO“ byla založena v roce 1952 [v roce 2011 přejmenována na „Globální systém sledování chřipky a reakce na ni“]. Síť zahrnuje čtyři spolupracující centra WHO (WHO CC) a 112 institucí v 83 zemích, které jsou WHO uznávány jako WHO Národní Chřipková Centra (NIC). Tyto NIC odebírají vzorky ve své zemi, provádějí primární izolaci viru a předběžnou antigenní charakterizaci. Nově izolované kmeny zasílají do WHO CC pro antigenní a genetické analýzy na vysoké úrovni, jejichž výsledek tvoří každý rok základ pro doporučení WHO o složení chřipkové vakcíny pro severní a jižní polokouli.“
Výběr virů pro proces výroby vakcíny „Globálním systémem sledování chřipky a reakce na ni“ je založen na jeho nejlepším odhadu, které kmeny budou v příštím roce převládat, což se nakonec rovná dobře informovaným, ale omylným odhadům.
Formální doporučení WHO byla poprvé vydána v roce 1973. Počínaje rokem 1999 se vydávají dvě doporučení ročně: jedno pro severní polokouli a druhé pro jižní polokouli.
Historické každoroční změny složení vakcíny proti chřipce jsou uvedeny v samostatném článku. Nedávná doporučení WHO pro složení vakcíny proti sezónní chřipce:

### 2017–2018 chřipková sezóna na severní polokouli
Složení trivalentních virových vakcín pro použití v chřipkové sezóně na severní polokouli 2017–2018 doporučené Poradním výborem pro imunizační praktiky dne 25. srpna 2017 bylo:
- virus podobný A/Michigan/45/2015 (H1N1)pdm09[note 1][226]
- virus podobný A/Hong Kong/4801/2014 (H3N2)
- virus podobný B/Brisbane/60/2008 (rod Viktorie)

Kromě těchto složek budou quadrivalentní vakcíny obsahovat také virus podobný B/Phuket/3073/2013 (linie Yamagata).
V Kalifornii byly některé nouzové systémy pod prudkým nárůstem případů chřipky H3N2. V některých oblastech navíc došlo k místnímu nedostatku oseltamiviru. Závažnost chřipkové sezóny se zdála být srovnatelná s vypuknutím prasečí chřipky v letech 2009–2010. Průběžná zpráva CDC z února 2018 odhaduje účinnost vakcíny na 25 % proti H3N2, 67 % proti H1N1 a 42 % proti chřipce B.

### 2018 chřipková sezóna na jižní polokouli
Složení virových vakcín pro použití v chřipkové sezóně 2018 na jižní polokouli doporučené Světovou zdravotnickou organizací dne 28. září 2017 bylo:
- virus podobný A/Michigan/45/2015 (H1N1)pdm09[note 1][226]
- virus podobný A/Singapur/INFIMH-16-0019/2016 (H3N2)
- virus podobný B/Phuket/3073/2013

WHO doporučila, aby quadrivalentní vakcíny obsahující dva viry chřipky B obsahovaly výše uvedené tři viry a virus podobný B/Brisbane/60/2008.

### 2018–2019 chřipková sezóna na severní polokouli
Složení virových vakcín pro použití v sezóně chřipky na severní polokouli 2018–2019 doporučené Světovou zdravotnickou organizací dne 22. února 2018 bylo:
- virus podobný A/Michigan/45/2015 (H1N1)pdm09
- virus podobný A/Singapur/INFIMH-16-0019/2016 (H3N2)
- virus podobný B/Colorado/06/2017 (rod B/Victoria/2/87)
- virus podobný B/Phuket/3073/2013 (linie B/Yamagata/16/88)

WHO doporučila, aby trivalentní vakcíny používaly jako virus chřipky B virus podobný B/Colorado/06/2017 z linie B/Victoria/2/87. Průběžná zpráva CDC z února 2019 odhadla účinnost vakcíny proti chřipkovým kmenům z let 2018–2019 na přibližně 47 %.
Složení virových vakcín pro použití ve Spojených státech pro chřipkovou sezónu na severní polokouli 2018–2019 doporučené Food and Drug Administration dne 1. března 2018 bylo:
- virus podobný A/Michigan/45/2015 (H1N1)pdm09
- virus podobný A/Singapur/INFIMH-16-0019/2016 (H3N2)
- virus podobný B/Colorado/06/2017 (linie B/Victoria)

Výbor také doporučil, aby quadrivalentní vakcíny proti chřipce obsahovaly výše uvedené tři kmeny a následující další kmen B:
- virus podobný B/Phuket/3073/2013 (linie B/Yamagata)

### 2019 chřipková sezóna na jižní polokouli
Složení virových vakcín pro použití v sezóně chřipky na jižní polokouli 2019 doporučené Světovou zdravotnickou organizací v září 2018 bylo:
- virus podobný A/Michigan/45/2015 (H1N1)pdm09
- virus podobný A/Switzerland/8060/2017 (H3N2)
- virus podobný B/Colorado/06/2017 (rod B/Victoria/2/87)
- virus podobný B/Phuket/3073/2013 (linie B/Yamagata/16/88)

WHO doporučila, aby trivalentní vakcíny používaly jako virus chřipky B virus podobný B/Colorado/06/2017 z linie B/Victoria/2/87.

### 2019–2020 chřipková sezóna na severní polokouli
Složení virových vakcín pro použití v sezóně chřipky na severní polokouli 2019–2020 doporučené Světovou zdravotnickou organizací dne 21. března 2019 bylo:
- virus podobný A/Brisbane/02/2018 (H1N1)pdm09[note 1][237]
- virus podobný A/Kansas/14/2017 (H3N2)
- virus podobný B/Colorado/06/2017 (rod B/Victoria/2/87)
- virus podobný B/Phuket/3073/2013 (linie B/Yamagata/16/88)

WHO doporučila, aby trivalentní vakcíny používaly jako virus chřipky B virus podobný B/Colorado/06/2017 z linie B/Victoria/2/87.
Spojené státy
Složení virových vakcín pro použití ve Spojených státech pro chřipkovou sezónu na severní polokouli 2019–2020 doporučené Food and Drug Administration (FDA) dne 22. března 2019 bylo:
- virus podobný A/Brisbane/02/2018 (H1N1)pdm09
- virus podobný A/Kansas/14/2017 (H3N2)
- virus podobný B/Colorado/06/2017 (linie B/Victoria)

Výbor také doporučil, aby quadrivalentní vakcíny proti chřipce obsahovaly výše uvedené tři kmeny a následující další kmen B:
- virus podobný B/Phuket/3073/2013 (linie B/Yamagata)

Evropská unie
Složení virových vakcín pro použití v Evropské unii pro chřipkovou sezónu na severní polokouli 2019–2020 doporučené Evropskou lékovou agenturou 15. května 2019 je:
Trivalentní vakcíny by měly obsahovat:
- virus podobný A/Brisbane/02/2018 (H1N1)pdm09
- virus podobný A/Kansas/14/2017 (H3N2)
- virus podobný B/Colorado/06/2017 (linie B/Victoria/2/87)

Pro výrobce vakcín, kteří zvažují použití očkovacího viru virové linie B/Yamagata/16/88 ve quadrivalentních vakcínách obsahujících dva viry chřipky B, byl kromě výše uvedených kmenů považován za vhodný také virus podobný B/Phuket/3073/2013.

### 2020 chřipková sezóna na jižní polokouli
Složení virových vakcín pro použití v chřipkové sezóně 2020 na jižní polokouli doporučené Světovou zdravotnickou organizací v září 2019 bylo:
- virus podobný A/Brisbane/02/2018 (H1N1)pdm09
- virus podobný A/South Australia/34/2019 (H3N2)
- virus podobný B/Washington/02/2019 (Linie B/Victoria)
- virus podobný B/Phuket/3073/2013 (linie B/Yamagata)

WHO doporučila, aby trivalentní vakcíny používaly jako virus chřipky B virus podobný B/Washington/02/2019 (B/Victoria linie) virus.

### 2020–2021 chřipková sezóna na severní polokouli
Složení virových vakcín pro použití v chřipkové sezóně na severní polokouli 2020–2021 doporučené Světovou zdravotnickou organizací 28. února 2020 je:
na bázi vajec:
- virus podobný A/Guangdong-Maonan/SWL1536/2019 (H1N1)pdm09
- virus podobný A/Hong Kong/2671/2019 (H3N2)
- virus podobný B/Washington/02/2019 (Linie B/Victoria)
- virus podobný B/Phuket/3073/2013 (linie B/Yamagata)

pro buňky nebo rekombinantní:
- virus podobný A/Hawaii/70/2019 (H1N1)pdm09
- virus podobný A/Hong Kong/45/2019 (H3N2)
- virus podobný B/Washington/02/2019 (Linie B/Victoria)
- virus podobný B/Phuket/3073/2013 (linie B/Yamagata)

WHO doporučuje, aby trivalentní vakcíny používaly jako virus chřipky B virus podobný B/Washington/02/2019 (B/Victoria lineage).
Spojené státy
Poradní výbor pro vakcíny a příbuzné biologické produkty (VRBPAC) Úřadu pro kontrolu potravin a léčiv (FDA) doporučil, aby quadrivalentní formulace vakcín proti chřipce na bázi vajec pro chřipkovou sezónu v USA 2020–2021 obsahovala následující:
- virus podobný A/Guangdong-Maonan/SWL1536/2019 (H1N1)pdm09
- virus podobný A/HongKong/2671/2019 (H3N2)
- virus podobný B/Washington/02/2019 (linie B/Victoria)
- virus podobný B/Phuket/3073/2013 (linie B/Yamagata)

Výbor doporučil, aby quadrivalentní formulace vakcín proti chřipce na bázi buněk nebo rekombinantních vakcín pro chřipkovou sezónu v USA 2020–2021 obsahovala následující:
- virus podobný A/Hawaii/70/2019 (H1N1)pdm09
- virus podobný A/HongKong/45/2019 (H3N2)
- virus podobný B/Washington/02/2019 (linie B/Victoria)
- virus podobný B/Phuket/3073/2013 (linie B/Yamagata)

Pro trivalentní vakcíny proti chřipce pro použití v USA pro chřipkovou sezónu 2020–2021 výbor v závislosti na metodě výroby vakcíny doporučil viry A(H1N1)pdm09, A(H3N2) a B/Victoria (uvedené výše pro quadrivalentní vakcínu).
Evropská unie
Složení virových vakcín pro použití v Evropské unii pro chřipkovou sezónu na severní polokouli 2020–2021 doporučené Evropskou lékovou agenturou dne 1. dubna 2020 bylo:
Trivalentní vakcíny na bázi vajec nebo živé oslabené vakcíny by měly obsahovat:
- virus podobný A/Guangdong-Maonan/SWL1536/2019 (H1N1)pdm09
- virus podobný A/Hong Kong/2671/2019 (H3N2)
- virus podobný B/Washington/02/2019 (Linie B/Victoria)

Trivalentní vakcíny na bázi buněk by měly obsahovat:
- virus podobný A/Hawaii/70/2019 (H1N1)pdm09
- virus podobný A/Hong Kong/45/2019 (H3N2)
- virus podobný B/Washington/02/2019 (Linie B/Victoria)

Kromě kmenů uvedených výše se pro quadrivalentní vakcíny doporučuje virus podobný AB/Phuket/3073/2013.

### 2021 chřipková sezóna na jižní polokouli
Složení vakcín pro použití v chřipkové sezóně 2021 na jižní polokouli doporučené Světovou zdravotnickou organizací v září 2020:
Pro vaječné (trivalentní):
- virus podobný A/Victoria/2570/2019 (H1N1)pdm09
- virus podobný A/Hong Kong/2671/2019 (H3N2)
- virus podobný B/Washington/02/2019 (Linie B/Victoria)

Pro buněčné nebo rekombinantní (trivalentní):
- virus podobný A/Wisconsin/588/2019 (H1N1)pdm09
- virus podobný A/Hong Kong/45/2019 (H3N2)
- virus podobný B/Washington/02/2019 (Linie B/Victoria)

Quadrivalentní verze by měla kromě výše uvedeného obsahovat:
- virus podobný B/Phuket/3073/2013 (linie B/Yamagata)

V Austrálii je standardní vakcína v rámci Národního imunizačního programu pro rok 2021 quadrivalentní.

### 2021–2022 chřipková sezóna na severní polokouli
Složení virových vakcín pro použití v chřipkové sezóně 2021–2022 na severní polokouli je:
Evropská unie
Složení virových vakcín pro použití v Evropské unii pro chřipkovou sezónu na severní polokouli 2021–2022 doporučené Evropskou lékovou agenturou 30. března 2021 je:
Trivalentní vakcíny na bázi vajec nebo živé oslabené vakcíny by měly obsahovat:
- virus podobný A/Victoria/2570/2019 (H1N1)pdm09
- virus podobný A/Cambodia/e0826360/2020 (H3N2)
- virus podobný B/Washington/02/2019 (Linie B/Victoria)

Trivalentní vakcíny na bázi buněk by měly obsahovat:
- virus podobný A/Wisconsin/588/2019 (H1N1)pdm09
- virus podobný A/Cambodia/e0826360/2020 (H3N2)
- virus podobný B/Washington/02/2019 (Linie B/Victoria)

Kromě kmenů uvedených výše se pro quadrivalentní vakcíny doporučuje virus podobný AB/Phuket/3073/2013.